# Balsa Nova (ort)
Balsa Nova (portugisiska: São Luiz do Purunã Balsa Nova) är en ort i Brasilien.   Den ligger i kommunen Balsa Nova och delstaten Paraná, i den södra delen av landet, 1 100 km söder om huvudstaden Brasília. Balsa Nova ligger 869 meter över havet och antalet invånare är 11 294.
Terrängen runt Balsa Nova är huvudsakligen platt, men åt nordväst är den kuperad. Närmaste större samhälle är Campo Largo, 17,4 km nordost om Balsa Nova.
Omgivningarna runt Balsa Nova är en mosaik av jordbruksmark och naturlig växtlighet. Runt Balsa Nova är det ganska tätbefolkat, med 52 invånare per kvadratkilometer.